# パブリックナレッジ・プロジェクト
パブリックナレッジ・プロジェクト（英語: Public Knowledge Project、以下PKP）は非営利の研究イニシアチブ。公的資金による研究の成果をオープンアクセスの方針に従い自由に利用できるようにすることの重要性、その実現の戦略の開発に焦点を当て、ソフトウェアによる解決も視野に入れ活動を率いる。カナダとアメリカの複数大学が提唱し、前者よりブリティッシュコロンビア大学教育学部、サイモンフレイザー大学カナダ出版研究センター、オンタリオ州大学図書館評議会、アメリカ側は ピッツバーグ大学、スタンフォード大学の5者が立ち上げ、のちにカリフォルニア電子図書館とも提携関係を結んだ。オンライン環境に立脚して、学術研究の質の向上ならびに一般社会に向けた存在感を増す開発を行う。

## 沿革
この活動の基盤には1998年に創設者ジョン・ウィリンスキー（ブリティッシュコロンビア大学教育学部言語識字教育学科）が取り掛かった教育と出版の研究がある。ウィリンスキーはオープンアクセス出版研究の第一人者であり、公的研究の価値について幅広くおさえた論文がある。
当初は従来の学術環境を超え、学術研究とその成果を手にする機会を増やそうとした。すると学術出版や学界の通信など周辺の主題にも視野が広がり、わけても従来のアクセス手段に対抗する費用対効果意識を高めることが課題となる。通常、営利企業が管理する学術誌はアクセスに制限を課すモデルが常識とされたが、そのモデルへの依存を減らし、論文を入手する方法に関心を掘り起こす。やがて無料のオープンソース・ソフトウェアを開発し、学術誌ほか会議記録やモノグラフの管理、公開、索引作成に提供した。
また既存の組織とも幅広く提携し、専門出版と研究図書館の連合（SPARC）、ブラジル情報科学技術研究所（伯: Instituto Brasileiro de Informação em Ciência e Tecnologia＝IBICT） (pt)、科学の利用可能性に関する国際ネットワーク（INASP）(en)が参加する。
INASPとの協力関係から派生した開発途上国における学術研究ポータル作りには出版社や図書館員、学者が参加し、アフリカ学術誌オンライン（AJOL）、アジア学術誌オンライン（Asia Journals Online）などの成果をあげる。
カナダ全国の社会科学系および人文科学系の研究通信を実現するには、「シナジーズ・カナダ」Synergies Canada（2009年-2012年）という外部イニシアティブに参加する5者間コンソーシアムで PKP が技術力を貢献し、作業の統合と分散型のプラットフォームを構築する。

## 2005年から2009年の成長
PKP が大きく成長する時期は2005年から2009年に訪れる。2006年には、Open Journal Systems（OJS）に学術誌約400件、Open Conference Systems（OCS）に会議50件、Harvester に4組織をまとめ、さらにオンラインの支援フォーラムに登録組織350件が集まる。一方で OJS は同期間に5000誌、OCS は会議500件超の登録を得ており、他方、10組織超が Harvester を使い、2400件超の支援フォーラム登録者を数える。
ソフトウェアのモジュールは2005年から OJS、OCS、Harvester のメジャーリリース（2バージョン）ばかりか追加として Lemon8-XML が公表され、月ごとにダウンロード数が増え続ける。たとえば2009年6月12日から同年12月21日までのおよそ半年間に見るダウンロード数はOJS 2万8451件、OCS 6329件、Harvester 1255件、Lemon8-XML が1096件。さらに新開発のオープンモノグラフ・プレス（モノグラフの出版管理システム）も発表した。
コミュニティによるプログラムの共同開発が進み、モジュールなど新しいプラグインや機能を含め、PKP が端緒を開いたものが開花していく。OJS はオープンアクセスの完全型やエンバーゴ型（遅延）あるいは完全購読性など、アクセスレベルを複合化した。また多言語化も進展し、PKP の本拠地の使用言語であるフランス語版と英語版に加え、ヨーロッパ圏とその周辺（イタリア語、クロアチア語、スペイン語、ドイツ語、トルコ語、ポルトガル語、ロシア語）、アジア圏（日本語とベトナム語）が完成し、またコミュニティ参加者が担う翻訳版もいくつか作成されている。

## 2010年以降
ドイツでは独自のプラットフォーム開発が進み、OSJ に基づきベルリン自由大学と2機関がデジタルシステムセンター（CeDiS）を組んでいる。2014年から2016年にわたりドイツ研究振興協会（DFG）から助成金が支給された。20周年を顧みる報告書を出している。

## PKP 学術出版会議
PKP 学術出版会議は第1回をカナダのブリティッシュコロンビア州バンクーバーで開催（2007年7月11日 - 同13日）、隔年で集まることが決まって第2回会場もバンクーバー（2009年7月8日 - 同10日）、第3回はドイツのベルリンで催している（2011年9月26日 - 同28日）。メキシコシティでは第4回会議（2013年8月19日- 21日）が招集された。
発表の記録は2007年分と2009年分を学術出版サイトのブログとして残し、また2007年の会議から論文を選んでオンライン版の定期刊行物『ファースト・マンデー』（en）特集号に発表した。第2回会議分は時期を合わせて創刊した定期刊行物『スカラリー・アンド・リサーチ・コミュニケーション』誌 Scholarly and Research Communication に掲載される。
2019年の会議は11月20日にスペインで開催され、会場は地元のバルセロナ自治大学が提供した。

## ソフトウェア開発
オープンアクセスの実現可能性を示す PKP のソフトウェア・スイートは4件のアプリケーションで構成され、それぞれ独立しながら連携する。学術誌用、会議用、オープン・アーカイブ対応ハーベスター、モノグラフ用が確立し、5番目のアプリケーションは既存のアプリケーションに XML 形式を組み込む選択をする（XML 機能を試用した Lemon8-XML から移行）。どの製品もオープンソースであり、使いたい人なら誰でも自由に利用できる。技術要件の共通化（PHP、MySQL、Apache または Microsoft IIS、さらにLinux、BSD、Solaris、macOS または Windows OS）のおかげで、起動から実行まで求められる技術面の専門知識は最小限で済む。このソフトウェアには無料のフォーラムがオンラインに置かれてサポート体制も十分で、また次々と発行される出版物や文書類はプロジェクトのウェブサイトに揃えてある。
学術機関では PKP ソフトウェアを組み合わせた利用がますます増え、研究成果の公開（OJS）、会議の準備から記録の公開（OCS）、出版物のメタデータの検索化と管理（OAI Harvester）を一貫管理できるようになった。研究成果の共有用には他のオープンソースのソフトウェア、たとえば DSpace（機関の研究リポジトリ作成用）などを組み合わせると、独自にインフラストラクチャを組むことができる。

## 提携法人
提携関係に署名した法人の一覧（50音順）。
- オンタリオ大学図書館評議会（en）
- サイモンフレイザー大学図書館、同学カナダ出版研究センター
- スタンフォード大学大学院教育学研究科[3]
- ピッツバーグ大学
- ブリティッシュコロンビア大学図書館

データベース協力者
- カリフォルニア電子図書館 [2]（カリフォルニア大学、2012年2月 - ）